# Andrzej Olechowski

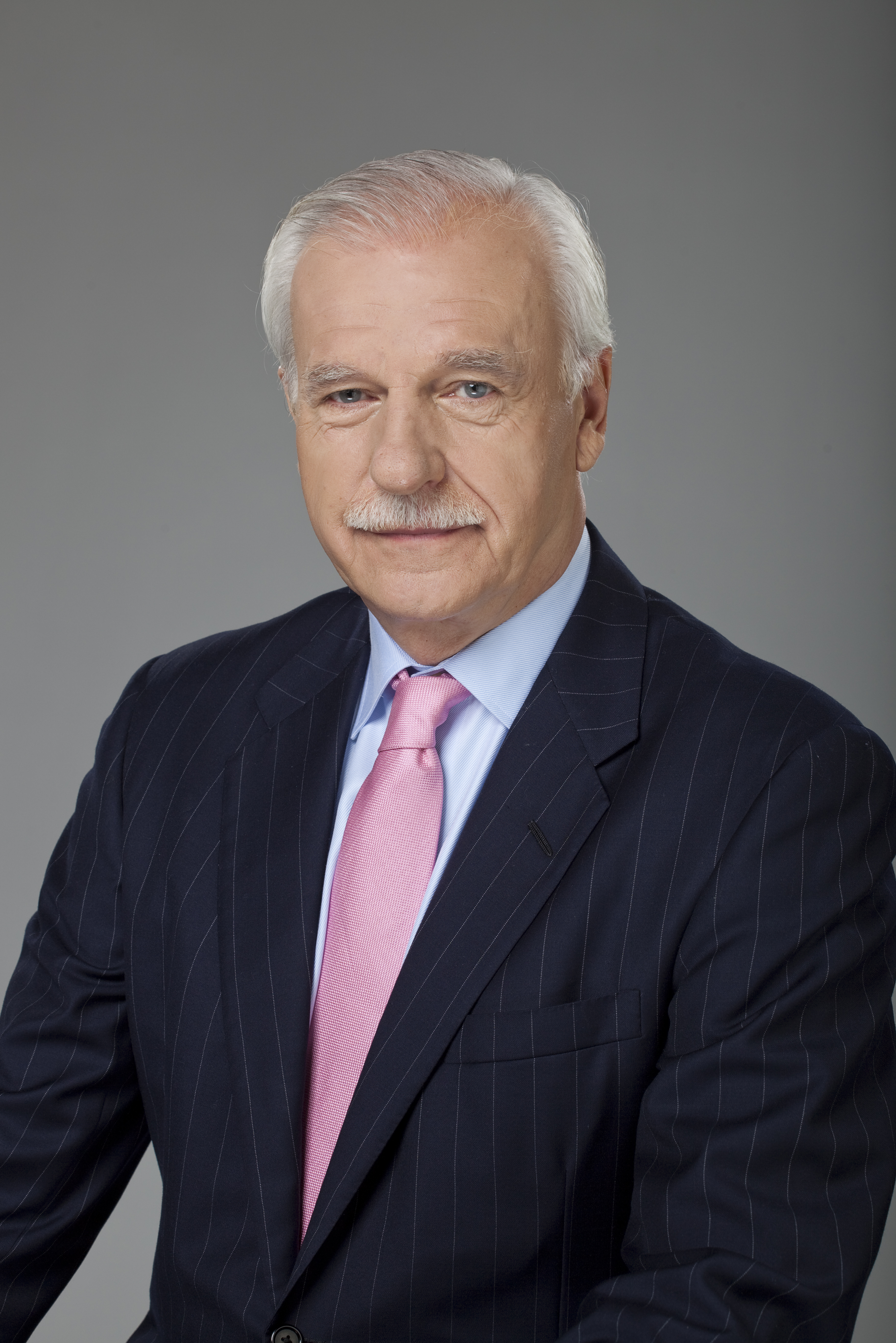
Andrzej Olechowski

Andrzej Marian Olechowski anhörenⓘ (* 9. September 1947 in Krakau) ist ein polnischer Politiker und Wirtschaftswissenschaftler und war 1992 Finanzminister sowie von 1993 bis 1995 polnischer Außenminister.
Bei der Präsidentschaftswahl 2000 erreichte er den zweiten Platz mit 17,30 % der gültig abgegebenen Stimmen. Danach war er einer der Mitbegründer der Platforma Obywatelska. Er verließ die Partei im Juli 2009, da er nicht mehr mit ihrem Kurs unter Donald Tusk einverstanden war. 2009 gab er seine Bewerbung für die Präsidentenwahl 2010 bekannt. Im ersten Wahlgang erreichte er mit 1,44 % der Stimmen den 6. Platz unter zehn Kandidaten, im zweiten Wahlgang unterstützte er den späteren Sieger Bronisław Komorowski.